# 문광웅
문광웅(1943년 6월 8일~)은 대한민국의 정치인이다. 제39대 전라남도 보성군수(민선 1기, 1995~1998)를 지냈다.

## 역대 선거 결과
|  | 44.64% |

|  | 48.79% |

| 관선 마지막 보성군수 이상호 | 제39대 전라남도 보성군수 1995년 7월 1일~1998년 6월 30일 | 후임 하승완 |